# Ален Стевановић
Ален Стевановић (Цирих, 7. јануар 1991) је српски фудбалер који игра на позицији крила.

## Биографија
Рођен је у Цириху. Био је стар само три месеца када га је мајка довела у београдско насеље Бечмен да би живео са бабом и ујаком. Из српског фудбала отишао је још док је наступао за млађе категорије обреновачког Радничког, обрео се у миланском Интеру где је и дебитовао за први тим. Након тога је прешао у Торино где је једно време био стандардан првотимац али је касније одлазио на позајмице у Торонто, Палермо, Бари и Специју. Последњег дана летњег прелазног рока 2015. године, Стевановић је потписао трогодишњи уговор београдским Партизаном. Са Партизаном је био првак Србије 2017. и освајач Купа 2016. и 2017. Након поновног вишегодишњег наступања у иностранству, Стевановић се почетком 2022. вратио у српски фудбал и потписао за ИМТ. У наредних годину и по дана са ИМТ-ом је наступао у Првој лиги Србије, након чега је отишао у Индију и потписао за Џамшедпур из истоименог града. Вратио се у ИМТ у јулу 2024. године.

## Трофеји

### Интер
- Серија А (1) : 2009/10.

### Палермо
- Серија Б (1) : 2013/14.

### Партизан
- Суперлига Србије (1) : 2016/17.
- Куп Србије (2) : 2015/16, 2016/17.

### ИМТ
- Прва лига Србије (1) : 2022/23.